# Мендельсон, Мориц Эммануилович
Мориц Эммануилович Мендельсон (28 июля 1855, Варшава — 8 марта 1931, Париж) — российско-французский физиолог, доктор медицины, автор ЭСБЕ.

## Биография
Окончил курс в гимназии и медицинском факультете варшавского Императорского университета со степенью врача. В 1884 г. удостоен степени доктора медицины в харьковском университете. С 1876 г. по 1887 г. работал за границей в различных лабораториях и клиниках (у профессора Дюбуа-Реймона в Берлине, у Розенталя в Эрлангене), главным образом в Париже у профессора Шарко и у профессора Маре в Collège de France, где некоторое время и состоял ассистентом. С 1890 г. приват-доцент физиологии на физико-математическом факультете Санкт-Петербургского университета.
В 1897 г. переехал в Париж.

## Труды
- «Etude sur le temps perdu des muscles» («C. R. de l’ac. des sciences de Paris et Travaux du laboratoire de physiologie du Collège de France», 1879)
- «Recherches cliniques sur la periode d’excitation latente» («Archives de physiologie normale», 1880)
- «Sur la mecanique du muscule» (в «C. R. de la Société de Biologie de Paris», 1881)
- «Sur le tonus musculaire» (там же, 1881)
- «Action de la veratrine sur le muscle» (там же, 1883)
- «Excitabilité et travail mécanique du muscle» (в «С. R. de l’Acad. des sciences de Paris», 1883)
- автор ряда статей по физиологии Энциклопедического словаря Брокгауза и Ефрона[3].
- Недостатки цитодиагностики и хромодиагностики спинно-мозговой жидкости ; Новые работы по кокаинизации спинного мозга: Взгляд Brissaud на особенность течения спинной сухотки в настоящее время сравнительно с прежним. СПб., 1902.
- XII-й Съезд французских психиатров и нейропатологов в Grenoble’e (1-7 августа 1902 г.); 2 последних заседания Нейрологического о-ва в Париже. СПб., 1903.
- О термотаксации белых кровяных телец : (Предварит. сообщ.). СПб., 1903.
- Патогенез спинной сухотки ; Вредные последствия от применения иодистого калия при общем параличе; Сифилитическое происхождение болезни Poget’a ; Антитоксическое действие избытка хлористого натрия в организме. СПб., 1903.